# An Lạc Tây
An Lạc Tây là một xã thuộc huyện Kế Sách, tỉnh Sóc Trăng, Việt Nam.

## Địa lý
Xã An Lạc Tây là một xã nằm ven sông Hậu, cách trung tâm huyện 12 km về phía nam, có vị trí địa lý:
- Phía đông giáp tỉnh Trà Vinh ranh giới là sông Hậu
- Phía tây giáp xã Thới An Hội và xã Trinh Phú
- Phía nam giáp xã Nhơn Mỹ
- Phía bắc giáp thị trấn An Lạc Thôn.

Xã An Lạc Tây có diện tích 27,70 km², dân số năm 2022 là 11.752 người, mật độ dân số đạt 424 người/km².
Xã có tuyến Quốc lộ Nam Sông Hậu đi qua dài 9 km.

### Địa hình
An Lạc Tây có địa hình tương đối thấp và bằng phẳng. Toàn bộ địa bàn xã nằm trong nửa phía Nam của vùng cửa sông Hậu, cao ở phía giáp sông Hậu và thấp dần vào trong, độ dốc thay đổi khoảng 0,4%, có hệ thống kênh rạch chịu ảnh hưởng của chế độ thủy triều ngày lên xuống 2 lần, mực triều dao động trung bình từ 0,4m đến 1m.

### Địa chất
Địa chất xã An Lạc Tây được hình thành bởi các loại trầm tích nằm trên nền đá gốc Mezoic xuất hiện từ độ sâu gần mặt đất ở phía Bắc đồng bằng cho đến độ sâu khoảng 1.000m ở gần bờ biển. Các dạng trầm tích có thể chia thành các những tầng chính sau:
- Tầng Holocene: nằm trên mặt thuộc loại trầm tích trẻ, bao gồm sét và cát. Thành phần hạt từ mịn tới trung bình.
- Tầng Pleistocene: có chứa cát sỏi lẫn sét, bùn với trầm tích biển.- Tầng Pliocene: có chứa sét lẫn cát hạt trung bình.
- Tầng Miocene: có chứa sét và cát hạt trung bình.

### Đất đai
Xã An Lạc Tây  nằm trên dãi cù lao Kế Sách Đất đai của có độ màu mỡ cao, thích hợp các loại cây ăn trái như bưởi, xoài, sầu riêng,... Hiện nay Diện tích tự nhiên của xã là: 2.789,95 ha. Trong đó: Đất nông nghiệp: 1.210,63 ha (gồm đất trồng cây ăn trái 1.271 ha; đất trồng lúa 54,79 ha;  đất trồng nhãn 664,25ha; lâm nghiệp 4.4 ha; nuôi trồng thủy sản 57,25 ha). Đất phi nông nghiệp: 1.588,28 ha (bao gồm đất ở 48,58 ha; đất chuyên dùng 109,16 ha; đất xây dựng trụ sở cơ quan 2,41 ha; đất quốc phòng 0,04 ha; đất công cộng 106,01; đất tôn giáo 4,16 ha; đất cơ sở tín ngưỡng 1,16 ha; đất nghĩa địa 4,17 ha; đất sông suối và mặt nước chuyên dùng 1.421,05 ha).

### Khí tượng
Xã An Lạc Tây nằm trong vùng khí hậu nhiệt đới chịu ảnh hưởng gió mùa, chia thành mùa là mùa khô và mùa mưa, trong đó mùa mưa bắt đầu từ tháng 5 đến tháng 10, mùa khô kéo dài từ tháng 11 đến tháng 4 năm sau. Nhiệt độ trung bình hàng năm của Sóc Trăng khoảng 26,8 °C, Lượng mưa trung bình trong năm là 1.864 mm, tập trung chủ yếu vào các tháng 8,9,10, độ ẩm trung bình là 83%.

### Thủy văn
Sông ngòi xã An Lạc Tây thuộc vùng ảnh hưởng của chế độ bán nhật triều không đều, cao độ mực nước của hai đỉnh triều và hai chân triều không bằng nhau. Đỉnh triều cao nhất là 160 cm (vào tháng 10, 11), thấp nhất là 123 cm (vào tháng 5, 8), chân triều cao nhất là -24 cm (tháng 11), thấp nhất là -103 cm (tháng 6), biên độ triều trung bình từ 194 – 220 cm. Nguồn nước trên hệ thống sông rạch của xã là kết quả của sự pha trộn giữa lượng mưa tại chỗ, nước biển và nước thượng nguồn sông Hậu đổ về. Vì vậy, nước trên sông trong năm có thời gian bị nhiễm mặn nhẹ vào mùa khô, vào mùa mưa nước sông được ngọt hóa có thể sử dụng cho tưới nông nghiệp.

## Hành chính
Xã An Lạc Tây được chia thành 6 ấp: An Công, An Hòa, An Lợi, An Phú, An Tấn, An Thạnh.

## Lịch sử
Ngày 4 tháng 10 năm 2016, Thủ tướng Chính phủ ban hành Quyết định số 1900/QĐ-TTg về việc công nhận xã An Lạc Tây là xã đảo.